# تنگپل
استان خوزستان
تنگ پل، روستایی از توابع بخش مرکزی شهرستان مسجدسلیمان در استان خوزستان ایران است.
روستای تنگپل محل سکونت خانواده هایی ازطایفه نصیر (خانواده قیاسی)،طایفه زنبور (خانواده عزیزاللهی)، طایفه عرب کمری (خانواده سیاهپور ),طایفه خدرسرخ (خانواده محمدی )است.
رودخانه ای زیبا از کنار روستا میگذرد ک آب آن شور است و قابل آشامیدن نیست.ف
.همچنین دارای درختان کنار و طبیعتی بکر و زیبا می باشد .شغل ساکنین روستا کشاورزی و دامپروری است.
امام زاده علي زنبور:
در تنگ پل که گرمیسر تیره زنبور می باشد مرقدی موجود میباشد بنام علی
زون بور بلکه علی زنبور میباشد که کلیه اولاد آسید زنبور بن سید سجاد از نوادگان سلطان محمد مشعشعی در کنار جدشان بخاک سپرده می شدند.هر سال طی رسمی در اول بهار اولاد زنبور در لهبری تنگ پل برای قرائت فاتحه در آن محل جمع میشوند. قابل توجه اینکه در کنار مقبره ایشان تماماً اولاد زنبور مدفون هستند.
سایر طوایف سابقاً مردگان خود را در روستای تنگ پل در قبرستان قدیم دفن میکردند. همه طایفه زنبور  در گذشته و حتی هنوز آنهایی که دسترسی دارند هر سال عید به زیارت علی زنبور می رفتند و میروند .سایر طوایف به این مرقد توجهی نمیکردند.
با تشکر فراوان از زحمات جناب آقای دکتر آسید علی عزیزاللهی بابت زنده نگه داشتن میراث جدّ گرامیشان مرحوم امیر سید زنبور الحسینی المشعشعی رضوان الله علیه .

## جمعیت
این روستا در دهستان تمبی گلگیر قرار دارد و براساس سرشماری مرکز آمار ایران در سال ۱۳۸۵، جمعیت آن ۲۲ نفر (۷خانوار) بوده‌است.